# Maurad
Maurad, de son vrai nom Maurad Drif, né le 5 septembre 1972 à Verdun,, est un animateur radio et télévision français.

## Biographie
Maurad commence sa carrière radiophonique sur Lor'FM puis arrive à Paris où il travaille à la réalisation d'émissions sur Fun Radio et Skyrock. Il se fait connaître sur Rire & Chansons, avec les canulars téléphoniques de Michel Topper, puis débarque sur NRJ six mois plus tard en tant qu'animateur de libre antenne, avec son émission Accord parental indispensable, à partir de mars 2002, de 20 heures à minuit. Animée avec Boudine, son demi-frère et ancien réalisateur des émissions radio de Cauet, l'émission rencontre un grand succès.
Malgré une bonne audience, la station mettra un terme à cette émission en avril 2004, à la suite du dérapage pornographique d'un auditeur sur dénonciation par une station concurrente, et après une mise en demeure du CSA. Maurad rejoint Europe 2 en juillet 2004. Son émission est renommée Liberté Égalité M.A.U.R.A.D., mais reste très semblable à la précédente. En janvier 2005, elle est raccourcie de deux heures et se résume au créneau 22h-minuit, puis prend fin. Selon Maurad, l'émission a été arrêtée pour des raisons personnelles. 
À la télévision, il anime entre décembre 2002 et février 2003 sur Canal+ l'émission Maurad contre le reste du monde, qui est déprogrammée au bout de quelques mois, faute d'audiences suffisantes (0,26 million de téléspectateurs et 1,5 % de part de marché).
Il anime ensuite Fallait pas décrocher le mercredi soir sur M6, produite par un autre animateur, Julien Courbet. Après seulement quatre émissions diffusées entre le 15 février et le 8 mars 2006 et avec une audience qui peine à décoller (0,91 million de téléspectateurs et 9,9 % de part de marché) face à la concurrence sur les autres chaînes généralistes (Jean-Luc Delarue sur France 2 et la série Les Experts sur TF1), Fallait pas décrocher est arrêtée sur décision commune de Maurad et de Julien Courbet. 
Sur MCM, il anima pendant une saison « Quartier VIP », émission où Maurad, enfermé avec une célébrité dans un centre de détention avec pour seul accessoire un téléphone, discute de tout et de rien et organise des canulars. 
En 2009, Maurad anime l'émission intitulé Maurad a ses règles sur NRJ 12. Un programme court de caméras cachées totalement improvisées où l'animateur entraîne le téléspectateur avec lui à la rencontre du peuple. 
Le 4 octobre 2010, on le retrouve via son émission Avis à la population, émission de radio filmée diffusée sur la chaine 74 de Free entièrement consacrée à l'émission de Maurad, de la même manière qu'Oprah Winfrey et sa chaine OWN. Des extraits de l'émission sont diffusés sur des radios régionales, notamment dans Maurad Télécom à 7 h 30, 8 h 30 et 16 h 30 sur la radio parisienne Voltage FM ainsi que sur Lor'FM.
À compter du 16 octobre 2011, il anime une nouvelle émission sur France Ô, intitulée elle aussi Avis à la population, talk-show mêlant interactivité, canulars et parodies,.
En septembre 2012, Maurad rachète la radio régionale Kit FM (en Meuse dont il est originaire). Il lance la version radio d'Avis à la population chaque matin de 7 heures a 10 heures, qu'il diffusera sur des radios du GIE comme D!rect FM en Lorraine dès 2013.